# Непереможне кохання
«Непереможне кохання» (ісп. El amor invencible) — мексиканський телесеріал 2023 року у жанрі драми та створений компанією Televisa. В головних ролях — Анжеліка Боєр, Даніло Каррера, Летисія Кальдерон, Даніель Елбіттар, Марлене Фавела, Гільєрмо Гарсія Канту. Перша серія вийшла в ефір 20 лютого 2023 р. Серіал має 1 сезон. Завершився 80-м епізодом, який вийшов у ефір 9 червня 2023 р. Продюсер серіалу — Хуан Осоріо.
Серіал є адаптацією португальского серіалу «Солоне море», 2014 року.

## Сюжет
Марена бере собі інше ім'я і проникає в багату сім'ю, щоб звести рахунки з тими, хто зруйнував її життя п'ятнадцять років тому.

## Актори та ролі
| Актор                          | Роль                                  |
| ------------------------------ | ------------------------------------- |
| Анжеліка Боєр, Далекса Менесес | Марена Рамос / Леона Браво            |
| Даніло Каррера, Мікель Матеос  | Адріан Ернандес / Девід Алехо         |
| Летисія Кальдерон              | Хозефа Айзпуру де Торренегро          |
| Даніель Елбіттар, Дане Мендоса | Гаель Торренегро Айзпуру              |
| Марлене Фавела                 | Колумба Вільярреал де Торренегро      |
| Гільєрмо Гарсія Канту          | Рамзес Торренегро Мансур              |
| Арселія Рамірес                | Консуело Домінгес де Гомес            |
| Габріела Платас                | Каміла Торренегро Айзпуру де Перальта |
| Алехандра Амбросі              | Хасінта Ернандес                      |
| Віктор Гонсалес                | Каліксто Перальта                     |
| Луз Марія Херес                | Клара Ернандес                        |
| Ізабелла Тена                  | Ана Хулія Перальта Торренегро         |
| Еміліано Гонсалес              | Бенджамін Гарсія Ернандес             |
| Ана Тена                       | Долорес «Лола» Гарсіа Ернандес        |
| Карла Гайтан                   | Іцель Гомес Домінгес                  |
| Хуан Солер                     | Аполо Торренегро Мансур               |
| Пабло Перроні                  | Бернал Рамос                          |
| Ігнасіо Касано                 | Марко Нуньєс                          |
| Серхіо Басаньєс                | Орландо Ломбарді                      |

## Сезони
| Сезон | Епізоди | Епізоди | Оригінальний показ | Оригінальний показ | Оригінальний показ |
| Сезон | Епізоди | Епізоди | Перший показ       | Останній показ     | Мережа             |
| ----- | ------- | ------- | ------------------ | ------------------ | ------------------ |
| 1     | 80      | 80      | 20 лютого 2023     | 9 червня 2023      | Las Estrellas      |

## Аудиторія
| Країна трансляції | Сезон | Розклад     | Серії | Перший ефір      | Перший ефір | Останній ефір    | Останній ефір | Середній бал |
| Країна трансляції | Сезон | Розклад     | Серії | Дата             | Дата        | Дата             | Дата          | Середній бал |
| ----------------- | ----- | ----------- | ----- | ---------------- | ----------- | ---------------- | ------------- | ------------ |
| Мексика           | 1     | 21:30—22:15 | 80    | 20 лютого 2023 р | 3,9         | 9 червня 2023 р  | 4,0           | 3,5          |
| США               | 1     | 21:00—22:00 | 80    | 3 квітня 2023 р. | 1,466       | 31 липня 2023 р. | 1,520         | 1,379        |

## Нагороди та номінації
| Рік  | Премія             | Категорія                  | Номінант | Результат    |
| ---- | ------------------ | -------------------------- | --- | ------------ |
| 2023 | Premios PRODU 2023 | Кращий актор другого плану | Віктор Гонсалес                                                                                               | Номінація    |
| 2023 | Premios PRODU 2023 | Краща режисура             | Ерік Моралес, Бонні Картас і Карлос Алькасар                                                                  | Номінація    |
| 2023 | Premios PRODU 2023 | Кращий продюсер            | Хуан Осоріо                                                                                                   | Номінація    |
| 2023 | Premios PRODU 2023 | Кращий сценарій            | Уго Морено Кано, Марта Хурадо, Марісела Родрігес, Хуан Осоріо, Клаудія Васкес, Ліліан Гатіка та Едуардо Рубіо | Номінація    |
| 2024 | Premios Juventud   | Найкраща пара              | Анжеліка Боєр, Даніель Елбіттар                                                                               | В очікуванні |

## Версії
| Рік  | Країна     | Українська назва | Оригінальна назва | Кількість | Кількість | В головних ролях                                                  | Компанія     | Канал |
| Рік  | Країна     | Українська назва | Оригінальна назва | сезонів   | серій     | В головних ролях                                                  | Компанія     | Канал |
| ---- | ---------- | ---------------- | ----------------- | --------- | --------- | ----------------------------------------------------------------- | ------------ | ----- |
| 2014 | Португалія | Солоне море      | Mar Salgado       | 1         | 316       | Маргаріда Віла-Нова, Рікардо Перейра, Жоана Сантос, Жозе Фідальго | SP Televisão | SIC   |